# Żabiczyn (województwo wielkopolskie)
Żabiczyn – wieś w Polsce położona w województwie wielkopolskim, w powiecie wągrowieckim, w gminie Mieścisko.
W latach 1975–1998 miejscowość należała administracyjnie do województwa poznańskiego.

## Zabytki
- Pałac z II połowy XIX wieku wzniesiony przez Stanisława Edwarda Janta-Połczyńskiego[3].
- Kościół pod wezwaniem św. Andrzeja Boboli z 1939 roku

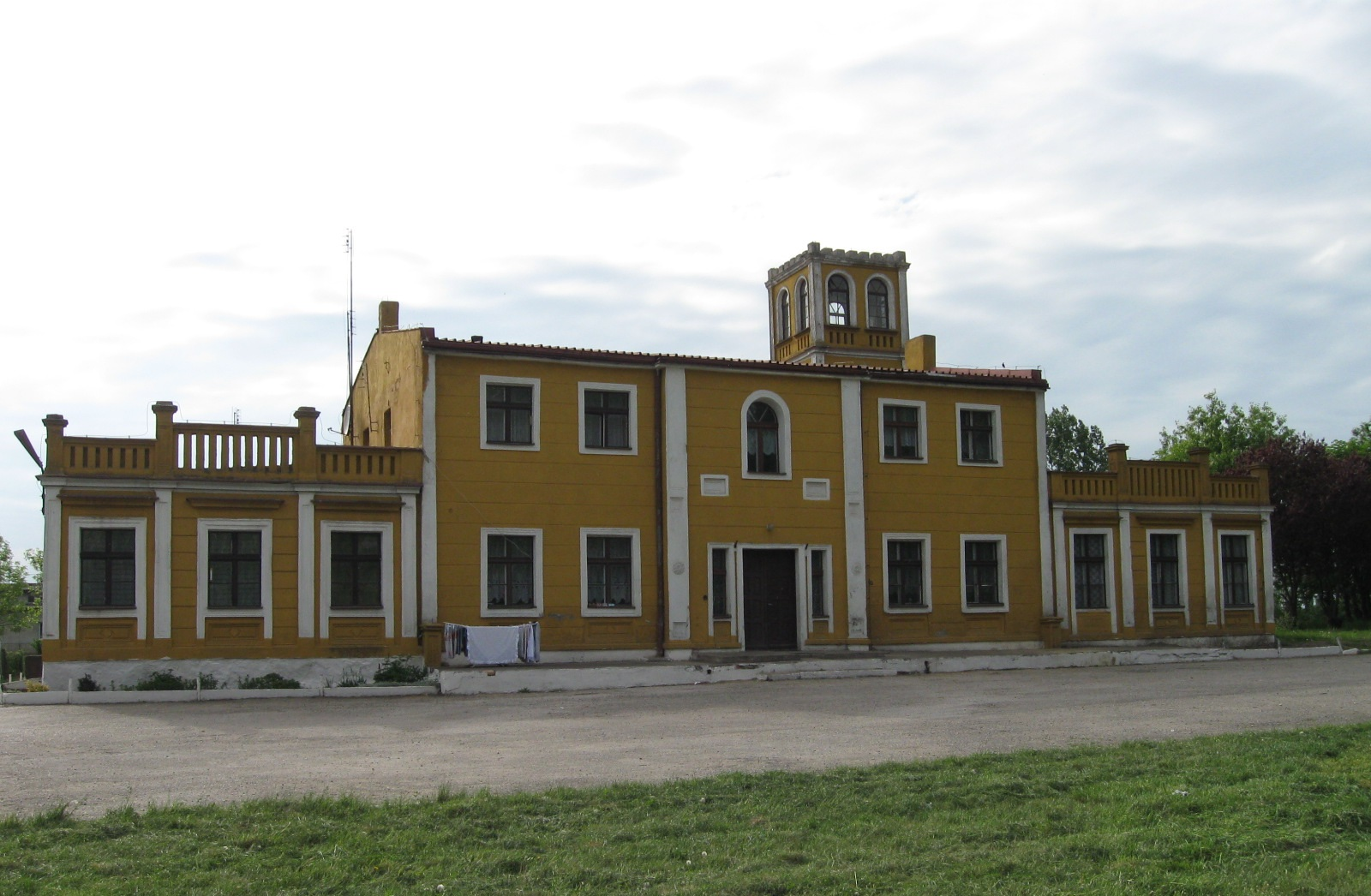
Pałac Janta-Połczyńskich w Żabiczynie
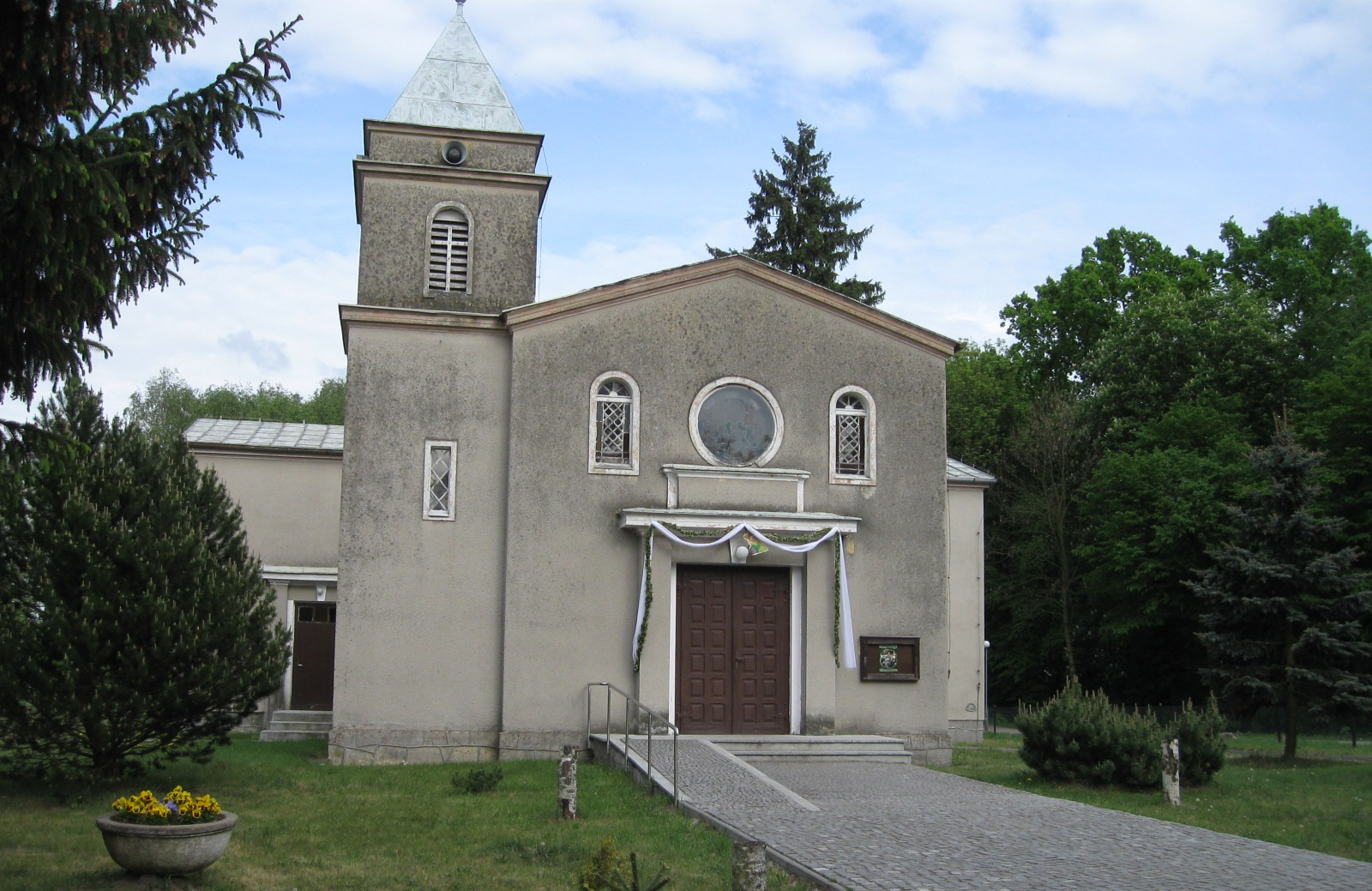
Kościół św. Andrzeja Boboli w Żabiczynie